# RS-232

Un connector DB-25 tal com es descriu en l'estàndard RS-232

L'RS-232 o EIA RS-232C és una interfície que designa una norma per a l'intercanvi en sèrie de dades binàries entre un equip terminal de dades i un DCE (Data Communication Equipment), tot i que existeixen altres situacions on pot ser emprat.
En particular, hi ha casos en què interessa connectar un altre tipus d'equipaments, com en el dels ordinadors. Evidentment, en el cas d'interconnexió entre els mateixos es requerirà la connexió d'un DTE (Data Terminal Equipment) amb un altre DTE. Per a aquest fi s'utilitza una connexió entre els dos DTE sense utilitzar mòdem; per això s'anomena "null modem" o mòdem nul.
En principi, l'RS-232 consisteix en un connector del tipus DB-25 (de 25 pins), tot i que és habitual trobar-ne la versió de 9 pins (DE-9), més barata i, de fet, més estesa per a determinats tipus de perifèrics, com el ratolí serial del PC.

## Construcció física
La interfície RS-232 està dissenyada per a distàncies curtes, de fins a 15 metres depenent de la norma, i per a velocitats de comunicació baixes, de no més de 20 kilobits/segon. Malgrat això, moltes vegades s'utilitza a majors velocitats amb un resultat acceptable. La interfície pot treballar en comunicació asíncrona o síncrona i tipus de canal simplex, half-duplex o full-duplex. En un canal simplex les dades sempre viatjaran en una direcció, per exemple des de DCE fins a DTE. En un canal half duplex, les dades poden viatjar en una o altra direcció, però només durant un determinat període; després la línia ha de ser commutada abans que les dades puguin viatjar en l'altra direcció. En un canal full dúplex, les dades poden viatjar en ambdós sentits simultàniament. Les línies de handshaking del RS-232 s'utilitzen per a resoldre els problemes associats amb aquest mode d'operació tal com en quina direcció les dades han de viatjar en un instant determinat.
Si un dispositiu dels que estan connectats a una interfície RS-232 processa les dades a una velocitat menor de la que els rep, han de connectar-se les línies handshaking que permeten realitzar un control de flux tal que al dispositiu més lent li doni temps de processar la informació. Les línies de "hand-shaking" que permeten fer aquest control de flux són les línies RTS i CTS. Els dissenyadors de l'estàndard van concebre aquestes línies perquè funcionin d'aquest mode, però donada la seva utilitat en cada interfície posterior s'inclou aquest mode d'ús.

## Senyals de dades i control
La taula següent enumera els senyals RS-232 d'ús habitual (anomenats "circuits" a les especificacions) i les seves assignacions de pins als connectors DB-25 recomanats  (vegeu Pinouts del port sèrie per a altres connectors d'ús habitual no definits per l'estàndard).
| Circuit                       | Circuit                                                                                        | Circuit     | Direcció | Direcció | Pin DB-25 | Pin DE-9 (TIA-574) |
| Nom                           | Propòsit típic                                                                                 | Abreviatura | DTE      | DCE      | Pin DB-25 | Pin DE-9 (TIA-574) |
| ----------------------------- | ---------------------------------------------------------------------------------------------- | ----------- | -------- | -------- | --------- | ------------------ |
| Terminal de dades preparat    | El DTE està preparat per rebre, iniciar o continuar una trucada.                               | DTR         | Sortida  | Entrada  | 20        | 4                  |
| Detecció de portador de dades | El DCE està rebent un operador d'un DCE remot.                                                 | DCD         | Entrada  | Sortida  | 8         | 1                  |
| Conjunt de dades preparat     | El DCE està preparat per rebre i enviar dades.                                                 | DSR         | Entrada  | Sortida  | 6         | 6                  |
| Indicador de trucada          | El DCE ha detectat un senyal de timbre entrant a la línia telefònica.                          | RI          | Entrada  | Sortida  | 22        | 9                  |
| Sol·licitud d'enviament       | El DTE demana que el DCE es prepari per transmetre dades.                                      | RTS         | Sortida  | Entrada  | 4         | 7                  |
| Preparat per rebre            | El DTE està preparat per rebre dades de DCE. Si està en ús, se suposa que RTS sempre s'afirma. | RTR         | Sortida  | Entrada  | 4         | 7                  |
| Permís per enviar             | El DCE està preparat per acceptar dades del DTE.                                               | CTS         | Entrada  | Sortida  | 5         | 8                  |
| Dades transmeses              | Transporta dades del DTE al DCE.                                                               | TxD         | Sortida  | Entrada  | 2         | 3                  |
| Dades rebudes                 | Transporta dades del DCE al DTE.                                                               | RxD         | Entrada  | Sortida  | 3         | 2                  |
| Terra comú                    | Referència de tensió zero per a tot l'anterior.                                                | GND         | Comú     | Comú     | 7         | 5                  |
| Terra protector               | Connectat a terra del xassís.                                                                  | PG          | Comú     | Comú     | 1         | —                  |

Pinout masculí d'un port sèrie de 9 pins (D-sub, DE-9) que es trobava habitualment als ordinadors dels anys noranta.

Pinout masculí d'un port sèrie de 25 pins (D-sub, DB-25) que es trobava habitualment als ordinadors dels anys 80.

Els senyals s'anomenen des del punt de vista del DTE. El pin de terra és un retorn comú per a les altres connexions i estableix la tensió "zero" a la qual es fan referència les tensions dels altres pins. El connector DB-25 inclou una segona "massa protectora" al pin 1; això està connectat internament a la terra del xassís de l'equip i no s'ha de connectar al cable o connector a la terra del senyal.

## Eines pel desenvolupament
Quan s'està desenvolupant o resolent problemes en RS-232, una anàlisi profunda dels senyals físics pot ser molt important per trobar problemes. Un analitzador de línies sèrie és un dispositiu similar a un analitzador lògic però especialitzat pels nivells de voltatge, connectors i senyals de rellotge de RS-232. L'analitzador de línies sèrie pot adquirir, emmagatzemar i mostrar dades i senyals de control, permetent així als desenvolupadors a veure'ls en detall. N'hi ha de diversos tipus, alguns només mostren els senyals en forma d'ones; alguns altres més elaborats inclouen l'habilitat de descodificar caràcters ASCII o altres codis, per interpretar els protocols comuns usats sobre RS-232 com SDLC, HDLC, DDCMP i X.25.
Els analitzadors de línies sèrie estan disponibles com a maquinari independent, com a interfície de cablejat i programari per a analitzadors lògics de propòsit general i com a programari capaç d'executar-se en PCs d'ús general.